# Alloeomyia flavida
Alloeomyia flavida är en tvåvingeart som beskrevs av Hardy 1986. Alloeomyia flavida ingår i släktet Alloeomyia och familjen borrflugor. Inga underarter finns listade i Catalogue of Life.